# Виктор Уго
Ви́ктор У́го Го́мес Си́лва (порт.-браз. Victor Hugo Gomes Silva; родился 11 мая 2004, Рио-де-Жанейро) — бразильский футболист,  атакующий полузащитник клуба «Фламенго».

## Клубная карьера
Воспитанник футбольной академии «Фламенго». В основном составе бразильской команды дебютировал 1 мая 2022 года в матче Кубка Бразилии против «Алтуса», выйдя на замену Мариньо. Три дня спустя дебютировал в Кубке Либертадорес, выйдя на замену Бруно Энрике в матче против аргентинского клуба «Тальерес». В свой 18-й день рождения забил первый в своей профессиональной карьере гол в ответном кубковом матче против «Алтуса».